# Scythropochroa rhodogaster
Scythropochroa rhodogaster är en tvåvingeart som beskrevs av Edwards 1933. Scythropochroa rhodogaster ingår i släktet Scythropochroa och familjen sorgmyggor. Inga underarter finns listade i Catalogue of Life.